# Colonizzazione della Polinesia
La colonizzazione della Polinesia ebbe inizio dalle isole del Sudest Asiatico e dalla Nuova Guinea, dove si erano già sviluppati insediamenti umani circa 50.000 anni fa. Il popolamento della maggior parte delle isole della Polinesia è un avvenimento piuttosto recente, dal momento che non esistono tracce di insediamenti antecedenti i 3.200 anni fa; intorno al 1300 a.C. furono raggiunte le isole della Polinesia occidentale: le Figi, Tonga e le Samoa.
Le tracce archeologiche e linguistiche indicano una serie di complesse migrazioni, spesso in direzioni opposte, culminate nella grande espansione polinesiana. Queste prove suggeriscono che gli attuali Polinesiani sono discendenti diretti di popoli proto-Polinesiani provenienti dalle isole del Sudest Asiatico e di lingua austronesiana, che colonizzarono il territorio compreso fra l'Arcipelago di Bismarck e il Pacifico centrale durante il cosiddetto periodo Lapita: circa 3.600-2.500 anni fa.
L'espansione verso le isole del Pacifico orientale ebbe inizio quando dalla Nuova Guinea le popolazioni cominciarono a sbarcare sulle isole della Melanesia, raggiungendo successivamente la Nuova Caledonia. Tali popolazioni vengono identificate come gruppo culturale Lapita, che prende il nome da una località della Nuova Caledonia in cui all'inizio del XX secolo è stata rinvenuta una ceramica dai tratti caratteristici, anch'essa denominata Lapita. Il gruppo culturale Lapita ha mantenuto per un millennio un'unità stilistica peculiare. La ceramica era caratterizzata da motivi geometrici, che con l'andar del tempo assunsero delle varianti diverse a seconda delle isole colonizzate, varianti che si sono evolute per lo più in modo indipendente. Lo stile è andato via via spegnendosi nelle varie aree in un arco di tempo che va dal 500 a.C. al 300 d.C.
Spingendosi sempre più a oriente, la cultura Lapita raggiunse le Isole Samoa e Tonga: fu proprio qui che questa primitiva cultura andò trasformandosi per dare origine alla cultura polinesiana. Infatti Samoa e Tonga vengono considerate come la culla culturale della Polinesia. Intorno al 300 a.C. i navigatori polinesiani raggiunsero le isole più orientali: le Isole Cook, Tahiti, Tuamotu e le Isole Marchesi, chiamate  dagli antichi Polinesiani "Hiva". Nei decenni successivi al 300 d.C., dalla Polinesia più orientale raggiungendo l'Isola di Pasqua. Intorno al 400 d.C. furono raggiunte le Hawaii partendo da Tahiti e da Hiva. Intorno all'800 d.C. il processo di colonizzazione terminò in Nuova Zelanda, chiamata dai polinesiani "Aotearoa".

## La cultura Lapita
La cultura Lapita ebbe come culla d'origine l'Arcipelago di Bismarck e si diffuse grazie alla navigazione per tratti brevi - massimo 360 miglia marine (666,72 km) - che consentissero il ritorno al porto di partenza dopo la scoperta di una nuova terra. In questo processo ebbero un ruolo importante i continui scambi commerciali tra isole vicine.
Nonostante l'iniziale dipendenza dal mare come fonte alimentare, successivamente queste popolazioni fecero ricorso alle piante e agli animali domestici: i reperti parlano di polli e di maiali. Infatti, sono state rinvenute ossa di pollo, in siti associati alla ceramica Lapita: sull'isola di Watom in Papua Nuova Guinea, su quella di Malo del gruppo delle Vanuatu nonché a Tonga e Samoa. Questi siti sono databili intorno al 500 a.C.

## Colonizzazione europea
Nel 1519 il portoghese Ferdinando Magellano al servizio della corona di Spagna, accompagnato dall'italiano Antonio Pigafetta, trovò il passaggio sudamericano tra l'Oceano Atlantico e quello che allora era chiamato il Mar delle Indie: si trattava di quello che fu successivamente chiamato "Stretto di Magellano". Magellano battezzò "Oceano Pacifico" il mare in cui era giunto e che poi attraversò, dando inizio all'esplorazione europea della Polinesia.
Tra la fine del 1500 e la metà del 1700 le isole furono "visitate" dagli europei solo sporadicamente senza particolare interesse come nel 1595 dallo spagnolo Álvaro de Mendaña de Neira (scopritore delle Marchesi) oppure nel 1606 dal portoghese Pedro Fernandes de Queirós (scopritore di una parte delle Tuamotu). La storia moderna iniziò solo il 23 giugno 1767 quando il navigatore inglese Samuel Wallis sbarcò per primo a Tahiti con il suo veliero "Dolphins". 
Il 6 aprile dell'anno successivo sbarcò invece a Tahiti l'ammiraglio francese Louis Antoine de Bougainville con la sua fregata "La Boudeuse" che, rimasto colpito dalla bellezza e dalla disponibilità delle donne Tahitiane, battezzò l'Isola "Nuova Citera" che nella mitologia Greca era il luogo di nascita di Venere, la Dea dell'amore. La prima mappatura delle isole la fece James Cook che sbarcò nelle isole della Polinesia Francese tra il 1769 e il 1777.
All'epoca dell'arrivo degli europei la Polinesia Francese era governata da una serie di re, fino a che nel 1797 Hapai, re di una parte del territorio di Tahiti, sottomise dapprima tutta l'isola, poi anche le altre vicine (Isole della Società) fondando la famosa dinastia dei Pomare. Poiché queste isole non possedevano ricchezze naturali che potessero far gola alle grandi potenze i primi colonizzatori furono i missionari cattolici seguiti da quelli protestanti con lo sbarco nella nave inglese "Duff" a Matavai (Tahiti) il 5 Marzo del 1797 sulla quale viaggiavano i membri della "London Missionary Society". 
Nel 1797 il capitano James Wilson scoprì le Isole Gambier (dal nome di un ammiraglio inglese) e nel 1818 fu costruito il primo edificio a Papeete da William Crook, un missionario inglese, edificio che divenne in un secondo momento il palazzo reale della regina Pom.
Nel 1842 il capitano francese Abel Dupetit Thouars impose il protettorato della Francia alla regina Pomare IV cacciando i missionari inglesi e il console britannico George Pritchard che era anche il consigliere della regina. Il 29 giugno 1880 il re Pomare V abdicò e Tahiti divenne definitivamente colonia francese e centro militare. Nel giro di vent'anni anche le altre isole passarono sotto il controllo diretto della Francia. Il 9 giugno 1891 sbarcò a Papeete il pittore francese Paul Gauguin che a 43 anni aveva deciso di lasciare l'Europa per una vita più a misura d'uomo. Deluso da Papeete, considerata troppo coloniale, passerà alcuni anni in disparte in un villaggio sperduto a Tahiti con la sua sposa tredicenne. Nel 1893 tornerà a Parigi per esporre i suoi quadri, per poi ritornare nel 1895 a Tahiti. Si sposò con un'altra giovane polinesiana e si mantenne con un lavoro di disegnatore nell'Ufficio dei Lavori Pubblici di Papeete.
Nel 1943 venne costruito su un motu di fronte Bora Bora il primo aeroporto dell'arcipelago per opera degli Americani che vollero creare, durante la Seconda guerra mondiale, una base sulla via delle Isole Salomone. 
Nel 1957 la Polinesia Francese passò da colonia a "Territorio d'Oltremare" e dal 1984 gode di una certa autonomia negli affari interni.

## Curiosità
Degna di nota è la leggenda degli ammutinati del Bounty: il capitano inglese Bligh a capo della nave Bounty partì per Tahiti dall'Inghilterra nel 1789 per fare scorta di piante dell'albero del pane che piantate in Giamaica avrebbero dovuto sfamare gli schiavi delle piantagioni di canna da zucchero. Ma una volta arrivati, la dura convivenza con il severo capitano fece ammutinare l'equipaggio che durante la via del ritorno in patria abbandonò il capitano Bligh con alcuni ufficiali su una scialuppa all'altezza delle Tonga tornando a Tahiti. Il capitano si salvò arrivando sino a Timor all'epoca colonia Portoghese mentre l'equipaggio ammutinato, dopo una lunga sosta a Tahiti, si rifugiò per sfuggire alla legge nella sperduta Isola di Pitcairn tuttora abitata da qualche decina di abitanti discendenti probabilmente dell'equipaggio del Bounty.